# Impresión de un artista
La impresión de un artista, interpretación de un artista o impresión artística es la representación de un objeto o una escena creada por un artista, cuando no hay otra representación exacta disponible. Podría ser una imagen, un sonido, un video o un modelo. Las impresiones de artista a menudo se crean para representar conceptos y objetos que no pueden ser vistos a simple vista, por ser muy grandes, pequeños, en el pasado, en el futuro, ficticios, o de otra manera abstractos. Por ejemplo, en la arquitectura, las impresiones de los artistas se utilizan para mostrar el diseño de los edificios planificados y el paisaje asociado.

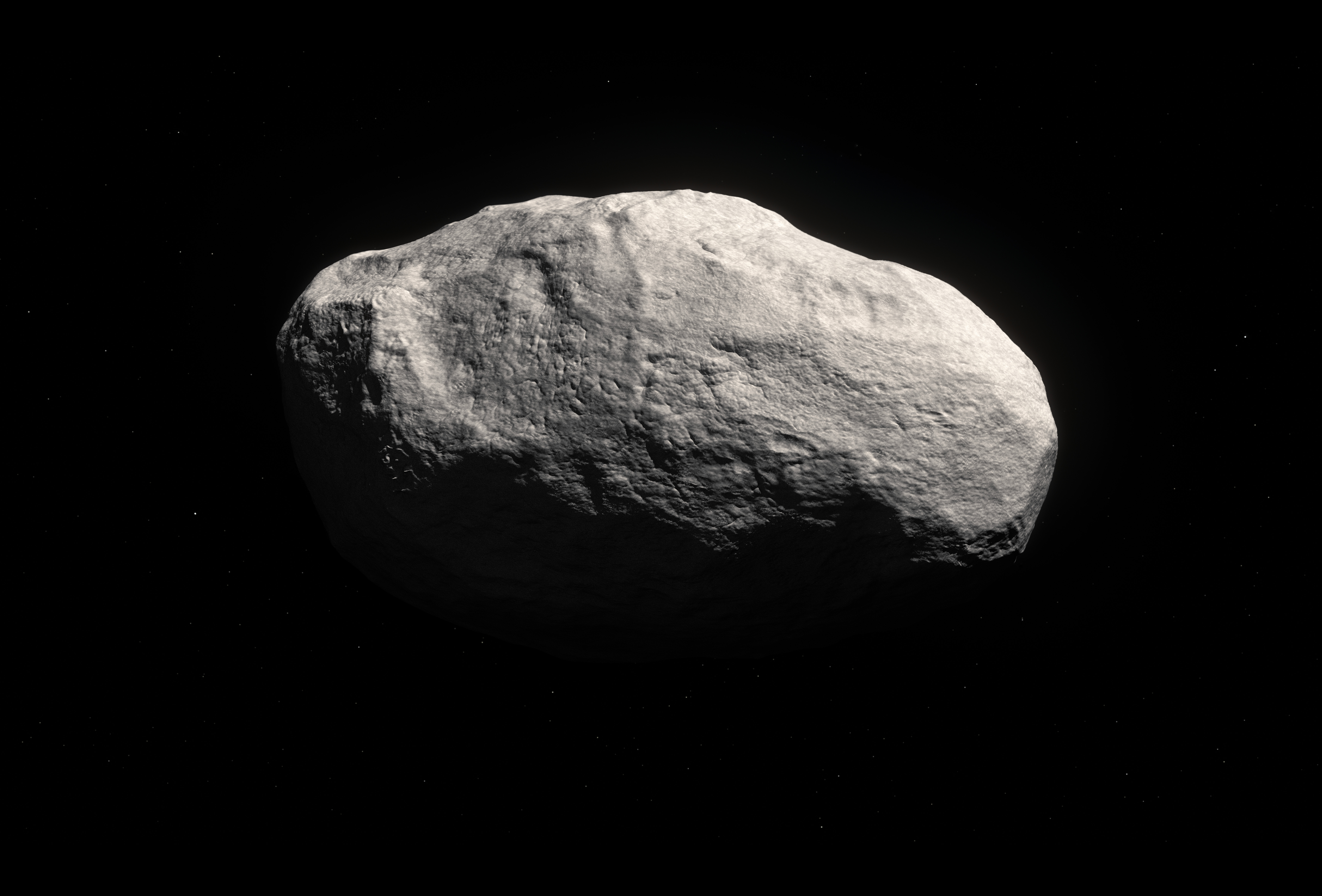
La impresión del artista del cometa pedregoso único C/2014 S3 (PANSTARRS).
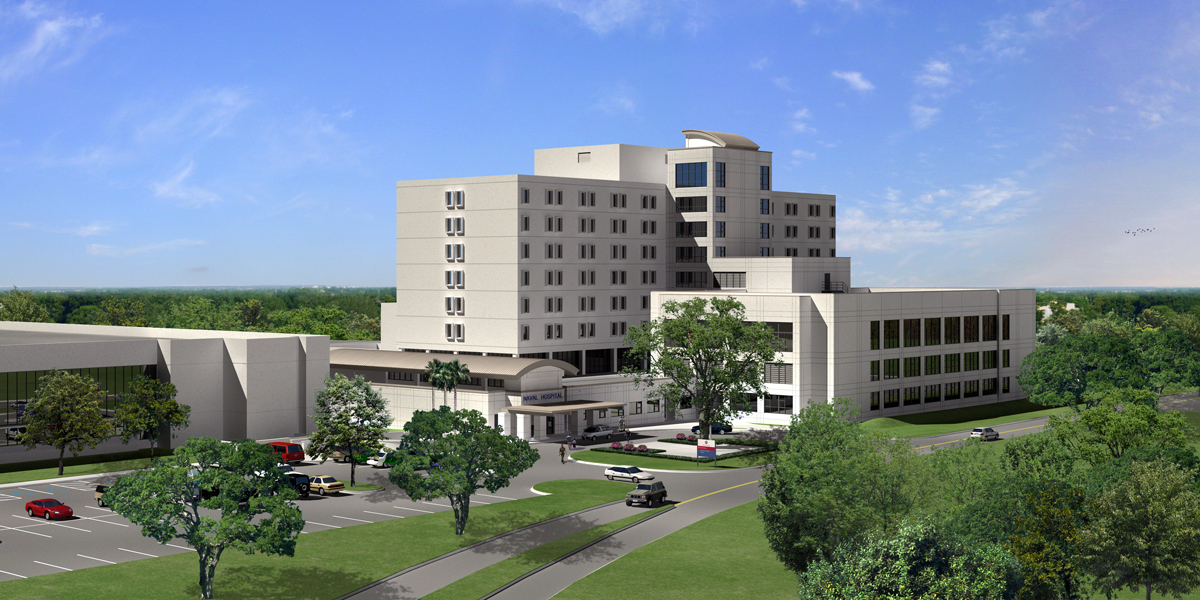
Un render de un artista de un edificio previsto.
- La impresión de un artista del exoplaneta HD 189733 b (vídeo)
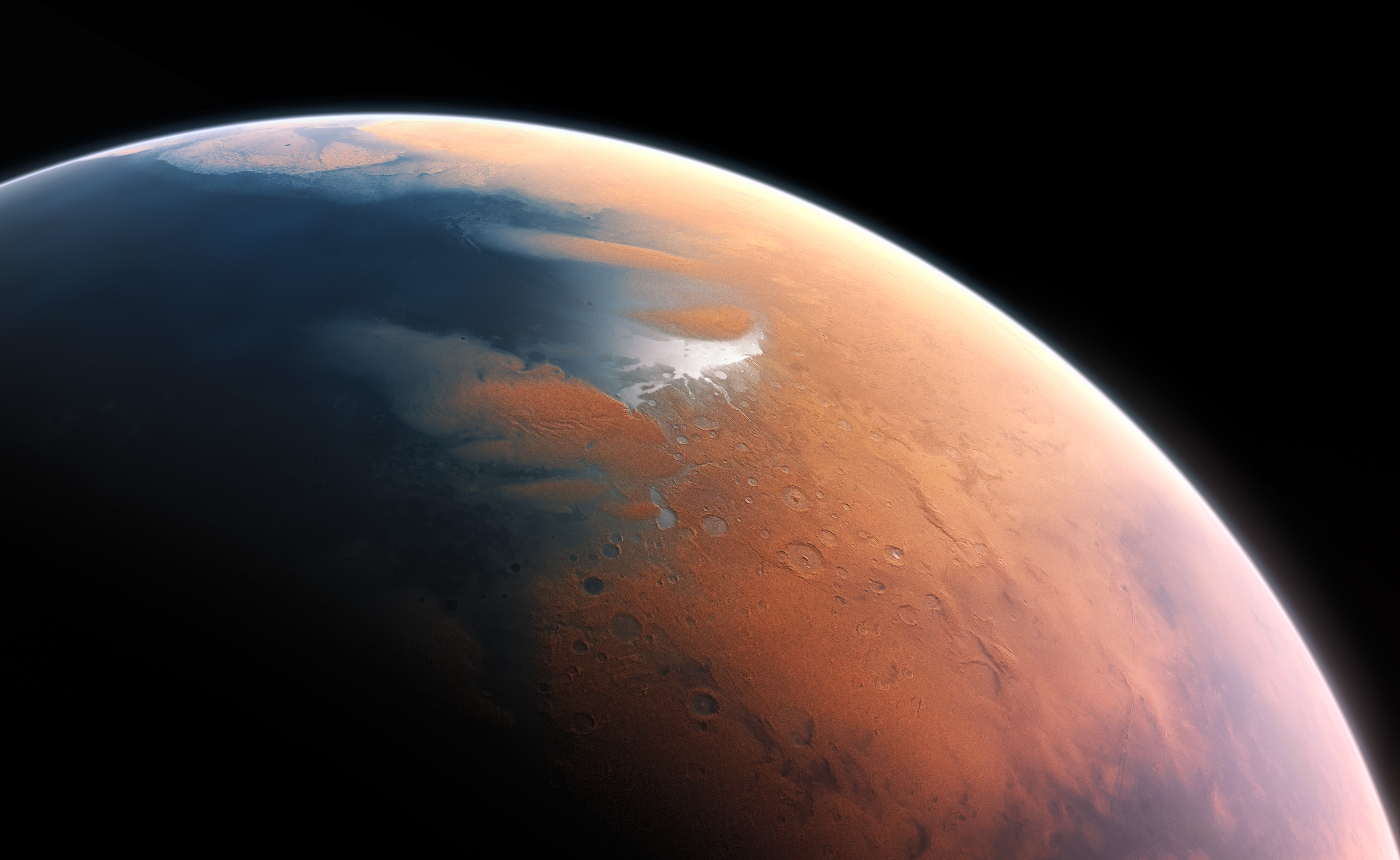
Esta impresión artística muestra cómo Marte puede haber sido aproximadamente hace cuatro mil millones de años.